# Suojärvi (sjö i Finland, Södra Karelen)
Suojärvi är en sjö i Finland och Ryssland. Den finska delen ligger i Parikkala i landskapet Södra Karelen, i den sydöstra delen av landet, 300 km nordost om huvudstaden Helsingfors. Suojärvi ligger 82,2 meter över havet. Arean är 41,1 hektar och strandlinjen är 3,9 kilometer lång. Sjön  ingår i Vuoksens huvudavrinningsområde.   I omgivningarna runt Suojärvi växer i huvudsak barrskog.